# Pinto cubain
Le Pinto cubain (espagnol : Pinto cubano) est une race de chevaux de selle 
de couleur, originaire de Cuba. 

## Dénomination
Le nom espagnol de cette race de chevaux est Pinto cubano, à Cuba, traduit par Cuban Pinto en anglais et par « Cubain pie » en français.

## Histoire
La race a été sélectionnée à partir de chevaux Criollo, croisés avec le Quarter Horse et le Pur-sang. Ses ancêtres sont les montures amenées sur Cuba par les Espagnols. 
Le début du travail de sélection sur la race remonte à 1974,,.

## Description
Bien que ses croisements constitutifs évoquent le Paint Horse, il présente le type du Criollo et du cheval ibérique. Son modèle est à la fois compact, et doté d'une belle musculature,.
C'est un cheval de taille moyenne. Le guide Delachaux (2014) cite une taille de 1,44 m à 1,52 m en moyenne. CAB International (2016) indique 1,42 m à 1,48 m.
Le profil de tête est rectiligne ou légèrement convexe. La tête présente un front large. L'encolure est longue. La croupe est inclinée. 
Crinière et queue sont fournies en crins.
La robe est toujours pie, les variantes pie tobiano et pie overo étant représentées.
Le tempérament est docile, la race est agile,. Elle dispose d'une bonne résistance aux maladies et à la fatigue. La qualité du trot est réputée excellente, avec des allures droites et élastiques.

## Utilisations
Il dispose d'une grande réputation comme cheval de travail avec le bétail, pour les agriculteurs locaux de Cuba. Il est généralement monté,. Il est aussi représenté en équitation de loisir et en randonnée équestre.

## Diffusion de l'élevage
La race n'est pas référencée dans l'étude menée par l'Université d'Uppsala en 2007. La base de données DAD-IS la cite comme race adaptée localement, non-menacée d'extinction, et l'assimile à une version cubaine du Paint Horse américain.
Les effectifs sont inconnus. La race est propre à Cuba, où elle est considérée comme commune et appréciée. Elle est notamment élevée au rancho La Gabina, sotué au nord-ouest de Pinar del Río.